# NGC 561
NGC 561 este o galaxie spirală barată situată în constelația Andromeda. A fost descoperită în 23 august 1862 de către Heinrich Louis d'Arrest.